# Max điên: Con đường tử thần
Max điên: Con đường tử thần (tiếng Anh: Mad Max: Fury Road) là một bộ phim hành động 2015 do George Miller đạo diễn và sản xuất, các biên kịch gồm Miller, Brendan McCarthy và Nico Lathouris. Đây là phần thứ tư của loạt sản phẩm Mad Max do Kennedy Miller Mitchell, RatPac-Dune Entertainment và Village Roadshow Pictures của Mỹ và Úc liên doanh sản xuất. Phim có sự tham gia của các diễn viên Tom Hardy, Charlize Theron, Nicholas Hoult, Hugh Keays-Byrne, Josh Helman, Nathan Jones, Zoë Kravitz, Rosie Huntington-Whiteley.
Vào năm 1979, phần đầu tiên thu về đến trên 100 triệu đôla trên toàn cầu, gấp 250 lần số vốn bỏ ra và cũng là cơ sở để sản xuất phần 2 Mad Max 2 (1981) và phần 3 Mad Max Beyond Thunderdome (1985). Sau 30 năm, George Miller quyết định làm phần 4 khi bắt đầu ý tưởng cho phim từ năm 1997, hãng 20th Century Fox lên kế hoạch quay năm 2001 với kinh phí 100 triệu nhưng phải hoãn lại vì vụ khủng bố 11 tháng 9 và chiến tranh Iraq làm đồng USD mất giá, khiến kế hoạch ban đầu đổ bể. Năm 2007, sau khi thực hiện bộ phim hoạt hình Happy Feet, Miller quyết định theo đuổi phim một lần nữa. Đến năm 2009, bản quyền chuyển nhượng sang Warner Bros và Miller cũng tuyên bố rằng bộ phim sẽ bắt đầu vào năm 2011. Tom Hardy được chọn vào vai Max vào tháng 6 năm 2010, bộ phim được lên kế hoạch sản xuất vào tháng 11 cùng năm và bị trì hoãn đến tháng 7 năm 2012. Quá trình làm phim bắt đầu từ tháng 12 năm 2012 và bổ sung một số cảnh vào tháng 11 năm 2013.
Bộ phim có buổi ra mắt vào ngày 7 tháng 5 năm 2015 tại TCL Chinese Theatre. Công chiếu ở Úc và liên hoan phim Cannes lần thứ 68 vào ngày 14 tháng 5 năm 2015 và ở Bắc Mỹ ngày 15 tháng 5. Đây là phim đạt doanh thu cao nhất trong loạt phim Mad Max, với 377 triệu đô-la Mỹ trên toàn cầu. Max điên 4 được khen ngợi về nội dung phim, diễn xuất, kịch bản, chỉ đạo và các pha hành động nguy hiểm. Bộ phim được xem là một trong những phim hay nhất của năm 2015 và là một trong những phim hành động hay nhất. Phim giành được 6 giải Oscar cho dựng phim, thiết kế sản xuất, thiết kế phục trang, hóa trang, hòa âm và biên tập âm thanh; nhiều hơn bất cứ phim nào trong mùa giải lần thứ 88.

## Nội dung
Phim mới lấy bối cảnh thế giới ở thời kỳ văn minh nhân loại đã sụp đổ, con người trở nên mất nhân tính và cuồng điên trong những trận chiến để giành giật sự sống, các nhu yếu phẩm như nước và xăng. Thế giới giờ là sa mạc mênh mông, con người chia làm nhiều phe chuyên giết nhau để tồn tại. Đứng giữa cuộc chạy đua vũ trang và phản kháng khốc liệt. Người hùng cô độc Max Rockatansky (Tom Hardy) trên đường lang thang để trốn chạy những ám ảnh từ quá khứ đã chạm trán đám quân lính (War Boys) của bạo chúa Immortan Joe (Hugh Keays-Byrne), không may, Max bị chúng bắt giữ làm tù binh. Anh bị biến thành “túi máu” cho một tên War Boys lái xe ốm yếu mang tên Nux (Nicholas Hoult). Thành trì của Immortan Joe là một xã hội điên loạn bất công khi Immortan Joe là người kiểm soát nguồn nước và quyết định cung cấp cho người dân khi nào hắn muốn. Để thoát khỏi ách độc tài này, chỉ huy Furiosa (Charlize Theron) – đã lợi dụng cơ hội khi làm nhiệm vụ để chạy trốn cùng với năm người vợ của Immortan Joe (Những người mà hắn coi là "máy đẻ") để trở về "Vùng xanh". Lãnh chúa Joe phát hiện ra điều này và kéo toàn bộ đội quân của mình để cướp lại những vật sở hữu của hắn, nhưng không may trong lúc truy đuổi Furiosa lại gặp một trận bão sa mạc. Sau khi trận bão đi qua Max tỉnh dậy trong xe cùng Nux - lúc này đã bất tỉnh, Max gặp Furiosa và giữa 2 người xảy ra trận đánh nhau rất dữ dội, Max là người chiến thắng và cướp đi chiếc Chiến Xa nhưng nó không thể chạy nếu thiếu Furiosa nên Max bắt buộc phải để Furiosa và năm cô vợ của Joe lên xe, và bỏ lại Nux. Dù bị truy đuổi bởi Joe và các bộ tộc, nhưng Max, Furiosa - đã chịu hợp tác với nhau, 4 cô vợ của Joe (đã chết một người) và Nux - lúc này đã lên được xe và có cảm tình với Capable - một trong năm cô vợ của Joe. Cuối cùng họ cũng đã đến được " Vùng Xanh" và gặp bộ tộc Vuvalini (bộ tộc của Furiosa) qua đó họ biết được, nơi đó họ đã đi qua và đã trở thành vùng đất chết. Furiosa cùng các Vuvalini và các cô vợ quyết định đi tìm một nơi mà họ mơ ước, nhưng Max đã khuyên Furiosa rằng nên quay trở lại thành trì của Joe vì nếu cô tiếp tục đi trong vài chục ngày nữa chẳng có gì ngoài muối và cát. Họ quyết định quay trở lại trên chiếc Chiến xa và bị truy đuổi bởi Joe và các bộ lạc, Furiosa bị thương nghiêm trọng, Joe vượt lên chiếc Chiến xa, trong lúc chiến đấu với đứa con trai khổng lồ của Joe, Furiosa nhờ Nux lái dùm chiếc Chiến xa và sẽ tự mình đương đầu với Joe, Furiosa giết được Joe trên chính chiếc xe của hắn. Trong lúc Max, những người bộ lạc Vuvalini, các cô vợ của Joe,đang di chuyển sang xe của Joe, thì con trai của Joe tỉnh dậy sau khi bị Max đánh ngất đi. Nux hi sinh thân mình để chặn hẻm núi tạo điều kiện để chiếc Chiến Xa vượt qua và thoát khỏi sự truy đuổi của đoàn người của Joe và các bộ tộc còn lại. Trong lúc truyền máu cho Furiosa - đang bị thương nghiêm trọng, Max đã nói cho cô biết tên mình. Về được đến thành trì những người sống dưới thành trì của Joe vui mừng khi thấy xác chết của hắn, Furiosa và các cô vợ được sự hoan nghênh của mọi người, nhưng Max bỏ đi trong ánh nhìn của Furiosa trước khi biến mất vào đám đông.

## Diễn viên
- Tom Hardy trong vai Max Rockatansky
- Charlize Theron trong vai Imperator Furiosa
- Nicholas Hoult trong vai Nux
- Hugh Keays-Byrne trong vai Immortan Joe
- Josh Helman trong vai Slit
- Nathan Jones trong vai Rictus Erectus
- Zoë Kravitz trong vai Toast the Knowing
- Rosie Huntington-Whiteley trong vai The Splendid Angharad
- Riley Keough trong vai Capable
- Abbey Lee trong vai The Dag
- Courtney Eaton trong vai Cheedo the Fragile
- John Howard trong vai The People Eater
- Richard Carter trong vai The Bullet Farmer
- iOTA trong vai The Doof Warrior
- Angus Sampson trong vai The Organic Mechanic
- Jennifer Hagan trong vai Miss Giddy
- Megan Gale trong vai The Valkyrie
- Melissa Jaffer trong vai Keeper of the Seeds
- Melita Jurisic, Gillian Jones, Joy Smithers, Antoinette Kellerman, và Christina Koch trong vai The Vuvalini
- Jon Iles trong vai The Ace
- Quentin Kenihan trong vai Corpus Colossus

Hugh Keays-Byrne từng đảm nhận vai phản diện Toecutter trong bộ phim Mad Max gốc. Joy Smithers từng được mời nhận vại vợ của Max Rockatansky trong bộ phim gốc năm 1979 (một nhân vật bị sát hại bởi Toecutter), nhưng cô đã từ chối khi cha mẹ cô đã không cho phép cô con gái 15 tuổi đến Adelaide.

## Quá trình sản xuất
- George Miller  - đạo diễn, nhà sản xuất, biên kịch
- Brendan McCarthy  - biên kịch
- Nico Lathouris  - biên kịch
- Doug Mitchell  - nhà sản xuất
- PJ Voeten - sản xuất
- Iain Smith  - giám đốc sản xuất
- John Seale  - nhà quay phim
- Colin Gibson  - thiết kế sản xuất
- Jenny Beavan  - nhà thiết kế trang phục
- Margaret Sixel  - biên tập viên
- Junkie XL  - nhà soạn nhạc

### Phát triển
Kế hoạch phần thứ tư của Mad Max gặp khó khăn tài chính và chìm trong " bế tắc phát triển" một thời gian dài. Năm 1995, George Miller giành được bản quyền từ tay của Warner Bros, ý tưởng cho bộ phim xảy ra vào tháng 8 năm 1998 khi ông đang đi dạo tại ngã tư ở Los Angeles. Khoảng một năm sau, sau khi đi du lịch từ Los Angeles sang Úc, ý tưởng của ông kết hợp lại. Miller đã nghĩ ra một câu chuyện ' Kẻ cướp hung bạo đã chiến đấu không vì dầu hay vật chất, nhưng vì con người.'. Bộ phim được hãng 20th Century Fox lên kế hoạch thực hiện nhưng vì vụ khủng bố 11/9 đã hoãn lại. " Đồng đô la Mỹ bị sụp giá so với đô la Úc và ngân sách của chúng tôi tăng vọt" - Miller đã nói như vậy, và ông chuyển sang phim hoạt hình Happy Feet. Mel Gibson, người đóng vai chính trong ba bộ phim trước đó, sẽ không quay trở lại vai trò của mình là nhân vật chính vì ông muốn Max vẫn ở độ tuổi còn trẻ. Miller công bố vào năm 2003 rằng một kịch bản đã được viết cho một bộ phim thứ tư và đang trong giai đoạn đầu tiền sản xuất. Lúc đầu bộ phim được dự kiến sẽ thực hiện với ngân sách $100 triệu USD và đã bắt đầu quay tại Úc tháng 5 năm 2003. Mad Max: Fury Road lại bị gián đoạn vì lý do an ninh khi quay ở Namibia bởi Hoa Kỳ đã thắt chặt hạn chế đi lại và vận chuyển với sự bùng nổ của chiến tranh I Rắc.
Trong tháng 11 năm 2006, Miller nói rằng ông có ý định làm cho bộ phim sẽ không bao giờ liên quan đến Gibson: "Có một niềm hy vọng thực sự Điều cuối cùng tôi muốn làm là chuyện khác ngoài Mad Max , nhưng kịch bản này đã hoàn thành và tôi phải hoàn thành nó". Kịch bản được viết bởi Brendan McCarthy. Miller tuyên bố là Gilson sẽ không trở lại vì tuổi tác và ông cũng nhắm Heath Ledger cho vai Max. Vào ngày 5 tháng 3 năm 2009, bộ phim đã thông báo rằng sẽ chuyển thành một bộ phim hoạt hình 3D gắn nhãn R nhưng Miller đã thay đổi và muốn làm một bộ phim hành động thuần túy vào ngày 18 tháng 5 năm 2009. Cũng trong năm 2009, bản quyền đã thuộc về Warner Bros và cũng trong năm 2009, vào tháng 10 Miller thông báo bộ phim sẽ bắt đầu quay ở Broken Hill, New South Wales, bộ phim thu hút sự chú ý của giới truyền thông ở Úc với suy nghĩ Mel Gibson sẽ trở lại với vai diễn, ít lâu sau đó, nam diễn viên người Anh Tom Hardy đang thương lượng để đảm nhận vai Max và Charlize Theron sẽ giữ một vai trò quan trọng trong phim. Tháng 6 năm 2010, Hardy thông báo anh sẽ đảm nhận vai Max. Tháng 7 năm 2010, George Miller công bố có kế hoạch sẽ trở lại với hai phần là Mad Max: Fury Road và Mad Max: Furiosa. Weta Digital lên lịch phát hành phim vào năm 2012, công ty đã được thuê về xử lý hiệu ứng hình ảnh, thiết kế, hiệu ứng make-up, và thiết kế trang phục nhưng đã bị hoãn ngày bắt đầu vào tháng 11 năm 2010.
Trong tháng 11 năm 2011, bộ phim được chuyển từ Broken Hill trở lại với Namibia, sau khi mưa lớn bất ngờ gây ra hoa dại lớn trên sa mạc, không thích hợp các cảnh quay trong phim. Trong một cuộc phỏng vấn tháng 7 năm 2014 tại San Diego Comic-Con International, Miller cho biết ông thiết kế bộ phim với một kịch bản mẫu trước khi viết kịch bản, làm việc với năm nghệ sĩ cảnh hành động. Ông muốn bộ phim như một cuộc rượt đuổi liên tục, các cuộc đối thoại tương đối nhỏ. Trích tóm lược Alfred Hitchcock, Miller nói rằng ông muốn bộ phim phải được hiểu ở Nhật Bản mà không sử dụng các phụ đề.

## Tiếp nhận

### Doanh thu phòng vé
Mad Max: Fury Road đã trở thành một hit vừa phải tại các phòng vé. Khi so sánh tổng ngân sách $ 200,000,000 (bao gồm sản xuất, tiếp thị và chi phí phân phối), nó là hit trung bình, với Forbes so sánh các con số doanh thu phòng vé của bộ phim với Edge of Tomorrow, gọi nó là "quá đắt tiền, nhưng không thực sự là một thất bại ". Theo Forbes, một trong những lý do bộ phim ít thành công hơn mong đợi là do đã bị hủy phát hành tại Trung Quốc; doanh thu của bộ phim ít nhất qua 400 triệu $ nếu được phát hành tại thị trường màu mỡ này.  Nó thu về 153.600.000 $ ở Bắc Mỹ và 224.000.000 $ ở các quốc gia và vùng lãnh thổ khác với tổng doanh thu trên toàn thế giới của 377.600.000 $. Mad Max: Fury Road có doanh thu mở màng trên toàn thế giới là 109 $ triệu và trở thành bộ phim có doanh thu cao thứ hai năm 2015 của hãng Warner Bros (sau San Andreas ) và xếp hạng thứ 20 những bộ phim có doanh thu trên toàn thế giới cao nhất năm 2015.
Tại Hoa Kỳ và Canada, Mad Max: Fury Road mở màn cùng một lúc với Pitch Perfect 2. Bộ phim mở màn vào thứ sáu 15 tháng 5 năm 2015, trên 3702 rạp chiếu phim, và kiếm được 16.770.000 $ vào ngày đầu, bao gồm 3,7 triệu $ phim thu được từ đêm thứ năm với 3.000 rạp chiếu. Trong tuần đầu công chiếu, bộ phim thu về 45,4 triệu $, đứng thứ hai sau Pitch Perfect 2 (69.200.000 $). Bộ phim được đề cử giải Oscar cho Phim hay nhất, Mad Mad: Fury Road đã trở thành bộ phim duy nhất (trong số 8 phim) mà không nhận được bất kỳ doanh thu phòng vé nào sau khi đề cử vào tháng 1 năm 2016. Tuy nhiên, điều này là hầu như không thể vì Fury Road được phát hành 8 tháng trước khi giải Oscar tổ chức, Mad Mad: Fury Road đã ngừng chiếu vào ngày 24 tháng 9 năm 2015. Bên ngoài khu vực Bắc Mỹ, Fury Road mở màng vào ngày 14 tháng trên 12.000 rạp ở 48 quốc gia, thu về 10,4 triệu $. Fury Road tiếp tục mở rộng ra 20 quốc gia vào ngày 15 tháng 5 thu 14,2 triệu $ từ 16.700 rạp ở 68 quốc gia, với tổng cộng hai ngày. Thu về 24,6 $ triệu thông qua ngày chủ nhật ngày 17 tháng 5, bộ phim đã thu về một số tuần đầu là 65 triệu $ từ hơn 9,1 triệu vé trên gần 16.900 màn hình trên khắp 68 quốc gia, ra mắt ở vị trí thứ hai sau Avengers: Age of Ultron. Fury Road chiếm vị trí số 1 tại các rạp chiếu phim ở 40 quốc gia. Thu về nhiều nhất được ghi nhận ở Vương quốc Anh ($ 7.000.000), Hàn Quốc (6,6 triệu $), Pháp (6,1 triệu $), Nga và CIS (6.000.000 $) và Australia (4,9 triệu $). Bộ phim phát hành thị trường cuối cùng là Nhật Bản vào ngày 20 tháng 6, thu về 2,2 triệu $ ở vị trí thứ 2 sau bộ phim Love Live! The School Idol Movie. Tổng thu nhập, ba thị trường lớn nhất bên ngoài nước Mỹ và Canada là Hàn Quốc (29,7 triệu $), tiếp theo là Anh (26,9 triệu $) và Pháp (18,1 triệu $).

## Thông tin bên lề
- Trước đó có thông tin Mel Gibson sẽ đóng 1 vai phụ cameo tên "Drifter", nhân vật này dự định xuất hiện trong Thị Trấn Trao Đổi, nhưng vì địa điểm này sau đó bị loại bỏ khỏi phim nên Mel Gibson không thể có mặt trong phim.
- Các cảnh ban đêm trong phim thực ra được quay ban ngày sau đó chỉnh lại hiệu ứng màu sắc.
- Tom Hardy mặc lại đúng chiếc áo khoác mà Mel Gibson đã dùng trong 3 phần trước.
- Heath Ledger từng được xem xét để thủ vai Max, nhưng vì quá trình phát triển phim quá dài kéo tới tận lúc Heath Ledger chết.
- George Miller đã từng có ý định dàn dựng phiên bản mới Mad max thành 1 phim hoạt hình.
- Với thời lượng 2 giờ, đây là phần dài nhất trong cả series.
- Diễn viên Megan Gale đóng vai Valkyrie của tộc Vuvalini từng được George Miller dự tính cho đóng vai Wonder Woman trong dự án Justice League của DC. Dự án này đã bị hủy bỏ.
- 80% các hiệu ứng hành động, cháy nổ, cảnh trí, hoá trang, đồ vật trong phim là thực.CGI chủ yếu được sử dụng để nâng cấp cảnh quang, xóa dây, tạo cánh tay cụt cho Furiosa.
- Phim được quay theo đúng trình tự câu chuyện.
- Bản vẽ cảnh hành động (storyboard) được thực hiện trước khi kịch bản hoàn thành, lý do George Miller muốn ưu tiên phát triển hành động và hình ảnh trước. Storyboard có 3500 hình, vẽ bởi 5 họa sĩ.
- Ở gần cuối credit phim có dòng chữ tưởng nhớ:"Lance Allen Moore II, ngày 24 tháng 5 năm 1987 - ngày 10 tháng 3 năm 2015." Moore là 1 fan Mad Max bị chết trong vụ tai nạn mô tô gần Silverton, New South Wales, Australia.Đây là nơi Mad Max 2: The Road Warrior (1981) từng được quay.
- Đạo diễn George Miller đã chọn vợ mình, Margaret Sixel, vào vai trò biên tập phim. Khi bà ấy hỏi chồng mình là liệu có nên thực hiện khi bà không hề có kinh nghiệm biên tập phim hành động, Miller đã trả lời: "Nếu giao cho một gã nào đó làm, nó (Fury Road) sẽ trông giống như mọi bộ phim hành động khác."
- Trong quá trình tạo ra hình ảnh của bộ phim, đạo diễn George Miller đặt ra hai quy định cho đội ngũ sản xuất để làm theo. Thứ nhất là quay phim sẽ thực hiện nhiều màu sắc nhất có thể để phân biệt với các bộ hậu tận thế khác (thường có gam màu ảm đạm). Thứ hai là chỉ đạo nghệ thuật làm càng đẹp càng tốt, vì theo lý luận của Miller: những người sống trong thế giới hậu tận thế sẽ cố gắng để tìm thấy bất cứ thứ gì đẹp đẽ trong môi trường khắc khổ, hạn chế của họ. Các thiết kế của bộ phim, bao gồm trang phục, các phương tiện, vũ khí, hóa trang và ngôn ngữ, phải được thống nhất bởi cùng một bộ quy tắc. Một trong những quy tắc đó là: mọi thứ đều phải đẹp cho dù khung cảnh phim diễn ra trong một khu đất hoang. Bất cứ điều gì sống sót trên đất hoang đều phải được trân trọng.
- Sau khi một số trích đoạn của Mad Max: Fury Road được trình chiếu tại Liên hoan phim SWSX 2015, một người trong đám đông đứng dậy hỏi George Miller: “Ông làm thế quái nào mà quay được những cảnh đó vậy?”. Người đó chính là đạo diễn Robert Rodriguez, tác giả của hai tập phim Sin City.
- Ít nhất bốn thành viên trong dàn diễn viên đã tham gia các bộ phim chuyển thể từ truyện tranh (comic). Tom Hardy (Max) đóng vai Bane trong The Dark Knight Rises (2012), Nicholas Hoult (Nux) đóng Hank/Beast còn Zoë Kravitz (Toast the Knowing) vào vai Pixie trong X-Men: First Class (2011), và Josh Helman (Slit) vào vai William Stryker trong X-Men: Days of Future Past (2014). Hoult cũng tham gia X-Men: Days of Future Past (2014) và X-Men: Apocalypse (2016)

## Đánh giá
Mad Max: Fury Road nhận được đánh giá rất cao từ giới phê bình. Trên trang Rotten Tomatoes cho bộ phim 97/100 chứng chỉ tươi với số điểm trung bình là 8.6/10 dựa trên 356 bài đánh giá. Sự đồng thuận của các nhà phê bình " With exhilarating action and a surprising amount of narrative heft, Mad Max: Fury Road brings George Miller's post-apocalyptic franchise roaring vigorously back to life'. -" Với những pha hành động nghẹt thở cùng chất lượng về nội dung, Mad Max: Fury Road đã được Georgre Miller đem thương hiệu phim trở lại ". Trên trang Metacritic
bộ phim được đánh giá 90/100 cùng với 51 bài đánh giá phê bình. Trang CinemaScore cho bộ phim điểm B+ (trên thang điểm từ A+ đến F). Một số nhà phê bình đánh giá Mad Max: Fury Road là một trong những phim hành động hay nhất mọi thời đại. Trên trang Guardian cho bộ phim 4/5 sao. Trên trang IGN cho bộ phim 9.2 trên 10. Trên trang Forbes cho bộ phim 10/10 sao cùng đánh giá khen ngợi đạo diễn và cảnh quay.